# Ритм (катер)
«Ритм» — специальный моторный катер, предназначенный для служебных целей, оперативного обслуживания парусных регат и различных видов спортивных соревнований в условиях морских заливов, водохранилищ и крупных озёр.
Эксплуатация катера допускается при удалении от берега до 3 км и при высоте волны до 1,2 м. Благодаря высокому надводному борту и рубке-убежищу закрывающей носовую часть судна, кокпит хорошо защищён от брызг, повышенная килеватость днища (17° у транца) обеспечивает достаточно комфортабельный ход на волне без заметного снижения скорости. «Ритм» обладает хорошей всхожестью на волну на малых ходах, имеет малый радиус циркуляции.
Корпус катера имеет плоско-килеватые обводы днища со скуловыми брызгоотбойниками и четырьмя продольными реданами. В носовой части борта́ имеют значительный развал, что увеличивает площадь палубы и объём форпика, заполненного пенопластом. Форма транца рассчитана на установку двигателя с угловой поворотно-откидной колонкой (такими двигателями шведской фирмы Volvo Penta снабжались катера данного типа, обслуживавшие Олимпийскую парусную регату 1980 г.).
Корпус катера «Ритм» формуется из стеклопластика; толщина наружной обшивки днища составляет 5–6 мм, бортов — 4–5 мм. Палуба с рубкой также цельноформованной конструкции из стеклопластика. Днище подкреплено коробчатыми стрингерами из пенопласта, оклеенного стеклопластиком, одновременно являющимися фундаментными балками для двигателя и углового реверс-редуктора.
Двигатель стационарного типа, привод которого осуществляется через поворотно-откидной механизм, установлен у самого транца и закрыт сверху капотом из стеклопластика. Крышка капота может использоваться в качестве столика. По бортам двигателя у транца расположены два сиденья; ещё одно сиденье (для водителя) установлено по правому борту. Рубка-убежище оборудована мягкими диванами с рундуками под ними. В снабжении предусмотрено якорно-швартовное устройство, забортный трапик для подъёма людей из воды.
Катер «Ритм» выпускался Ленинградским экспериментальным заводом спортивного судостроения только по заказам организаций и на экспорт. По данным завода было выпущено около 350 корпусов. После распада СССР катер приобрёл популярность у населения для рыбной ловли, водных прогулок, путешествий, развлечений.
В 1986 году на заводе-изготовители вместо катеров «Ритм» стали изготавливать катера «Сигма».
| Технические характеристики             | ! Показатели   |
| -------------------------------------- | -------------- |
| Длина наибольшая, мм                   | 5040           |
| Ширина наибольшая, мм                  | 2200           |
| Высота борта на миделе, мм             | 950            |
| Осадка корпусом, мм                    | 300            |
| Водоизмещение порожнём, кг             | 1000           |
| Грузоподъёмность, кг                   | 500            |
| Пассажировместимость, чел.             | 5              |
| Двигатель                              | «М8ЧСПУ-100-1» |
| Максимальная мощность двигателя, л. с. | 90             |
| Скорость при полной нагрузке, км/ч     | 42             |
| Скорость с одним водителем, км/ч       | 45             |
| Автономность плавания, км              | 180            |
| Материал корпуса                       | стеклопластик  |